# Luigi Gui
Luigi Gui (ur. 26 września 1914 w Padwie, zm. 26 kwietnia 2010 w Padwie) – włoski polityk, minister.
Był działaczem Chrześcijańskiej Demokracji. W okresie od 1948 do 1983 był parlamentarzystą.
Od 1962 do 1968 był ministrem oświaty w pięciu kolejnych rządach: w czwartym rządzie Amintore Fanfaniego, pierwszym rządzie Giovanniego Leone oraz pierwszym, drugim i trzecim rządzie Aldo Moro. Następnie do 1970 był ministrem obrony w trzech kolejnych rządach: w drugim rządzie Giovanniego Leone, pierwszym i drugim rządzie Mariano Rumora. Od lipca 1973 do marca 1974 był ministrem zdrowia w czwartym rządzie Mariano Rumora. Jednocześnie od listopada 1973 do lutego 1976 był ministrem spraw wewnętrznych w trzech rządach: w czwartym i piątym rządzie Mariano Rumora i piątym rządzie Aldo Moro.